# Zaballa (Iruña de Oca)
Zaballa es un despoblado que actualmente forma parte del concejo de Nanclares de la Oca, que está situado en el municipio de Iruña de Oca, en la provincia de Álava, País Vasco (España).

## Historia
Documentado desde 1025, se desconoce cuándo se despobló.
Actualmente sus tierras son conocidas con el topónimo de Zaballa y gran parte están ocupadas por el Centro penitenciario de Zaballa.